# 15468 Mondriaan
15468 Mondriaan è un asteroide della fascia principale. Scoperto nel 1999, presenta un'orbita caratterizzata da un semiasse maggiore pari a 2,9082425 UA e da un'eccentricità di 0,0120173, inclinata di 1,81818° rispetto all'eclittica.